# James Speed
Pour les articles homonymes, voir Speed.
James Speed, né le 11 mars 1812 dans le comté de Jefferson (Kentucky) et mort le 25 juin 1887 à Louisville (Kentucky), est un juriste, professeur et homme politique américain. Membre du Parti whig puis du Parti républicain, il est procureur général des États-Unis entre 1864 et 1866 dans l'administration du président Abraham Lincoln puis dans celle de son successeur Andrew Johnson.